# Медаль «Ветеран Вооружённых Сил СССР»
Медаль «Ветеран Вооружённых Сил СССР» — государственная награда СССР. 
Медаль учреждена Указом Президиума Верховного Совета СССР от 20 мая 1976 года. Автор рисунка медали — художник Р. М. Пылыпив.

## Положение о медали
Медалью «Ветеран Вооружённых Сил СССР» награждались военнослужащие Советской Армии, Военно-Морского Флота, пограничных и внутренних войск, безупречно прослужившие в Вооружённых Силах СССР 25 и более календарных лет.
Медаль «Ветеран Вооружённых Сил СССР» носится на левой стороне груди и располагается после медали «Ветеран труда».
Медалью «Ветеран Вооружённых Сил СССР» произведено около 800 000 награждений.

## Описание медали
Медаль «Ветеран Вооружённых Сил СССР» изготавливалась из сплава томпак, посеребрённая, имеет форму правильного круга диаметром 32 мм.
На лицевой стороне медали в верхней части помещена пятиконечная рубиново-красная эмалевая звезда, наложенная на рельефное изображение серпа и молота. Под изображением серпа и молота расположены выпуклая надпись «СССР» и рельефное изображение лавровой ветви. В нижней части медали по окружности на изображении ленты размещена надпись «ВЕТЕРАН ВООРУЖЕННЫХ СИЛ». Лицевая сторона медали оксидирована, окаймлена бортиком.
Оборотная сторона медали матовая.
Медаль при помощи ушка и кольца соединяется с пятиугольной колодкой, покрытой шёлковой серой муаровой лентой шириной 24 мм с четырьмя оранжевыми и тремя чёрными чередующимися полосками вдоль правого края ленты и двумя красными полосками вдоль её левого края. Ширина оранжевых и чёрных полосок 1 мм, красных — 3 мм и 1 мм.

## Народный фольклор
В военной среде СССР данную медаль называли «чёрной» или «гробовой», так как её получение после трёх медалей «За безупречную службу» («песочных медалей») знаменовало окончание военной службы и выход в запас.